# 馬特·圖穆阿
馬特·圖穆阿（英語：Matt Toomua；1990年1月2日—）是一位澳大利亞橄欖球運動員。他是澳大利亞國家橄欖球隊的一員，代表澳大利亞參加了2015年世界盃橄欖球賽。